# Medetera flabellifera
Medetera flabellifera är en tvåvingeart som beskrevs av Becker 1922. Medetera flabellifera ingår i släktet Medetera och familjen styltflugor.
Artens utbredningsområde är Peru. Inga underarter finns listade i Catalogue of Life.